# Kalyber Joe
A Kalyber Joe egy magyar képregénysorozat, alkotója Pilcz Roland (*Szentes, 1984. február 23.). Eddig kilenc kötet jelent meg a címszereplő történeteivel, az utolsó, Végzet c. rész megjelenése hamarosan várható.

## Története

### Korai évek
Pilcz Rolandot óvodás kora óta lenyűgözte a Csillagok háborúja és az Indiana Jones-történetek, melyek hatására ő maga is elkezdett fantasztikus történeteket kitalálni.
Már kisgyermekként saját történeteit szerette volna megvalósítani, és ehhez, életkorához leginkább elérhető útnak a képregény műfaja bizonyult. A kezdeti időkben elsősorban sci-fi, fantasy jellegű képregényeket rajzolt, ám hamar felmerült benne az igény valami hétköznapibb, földhözragadtabb történet elkészítésére. 1995-ben főként a Lucky Luke belga képregénysorozat hatására rajzolgatott egy western képregényt, állatfigurák szerepeltetésével. Ennek egyik főszereplője volt a seriff-kutya, Kalyber Joe. 1996-ban Kalyber Joe lépett elő első számú figurájává, és az "univerzális használat" miatt Roland emberi karakterré ültette át az addigi "antropomorf kutyát". A western világával is szakított, hogy végre életközelibb történetet írhasson. Megannyi félkész próbálkozás után 1997-ben elkészült az első befejezett Kalyber Joe-füzet, melyet hamarosan még kilenc követett. Ezek a füzetek 20-20 oldalasak voltak, és a borító kivételével ceruzával voltak rajzolva. Az ekkori rajzok nem tükrözték hűen Roland rajztudását, aki akkoriban már felismerte, hogy a jó képregény alapvetően dinamikus történettel és a képregény műfaji eszközeinek helyes kihasználásával érhető el. Ehhez persze rengeteg gyakorlás kellett, ezek a korai füzetek még leginkább ilyen útkereső célokat szolgáltak.

### A fejlődés útján
1999-ben, mikor Roland már 10 elkészült füzetet tudott a háta mögött, úgy érezte, hogy grafikailag, és egyéb téren is egy szintváltásra volna szükség. Ezért tustollat ragadott a kezébe, és komolyabban elkezdte kidolgozni a készülő történeteket, és annak vizuális megvalósítását. Egészen 2004-ig készítette ezeket a füzeteket, melyek egyre igényesebbé váltak, mégis csupán a szűk ismeretségi köre tudott létezésükről. Ekkor Roland már főiskolás éveiben járt, és mint az egy normális pályán megtörténik: válaszúthoz érkezett. Tudta, hogy ezt az utat csak akkor érdemes folytatnia, ha igazán komolyan csinálja. A másik verzió, hogy visszaszorítja a képregények készítését csupán hobbi szintre. Nem így történt. Szerencsére Roland az előbbit választotta, és ekkor belevágott, hogy elkészítse első képregényét egy szélesebb publikum számára.

### Bemutatkozás a nagyközönségnek
2005 elején jelent meg Roland első nyomtatásban megjelent munkája, Angyali Béke címmel. Ez egy 20 oldalas, fekete-fehér képregény volt, az Új Galaxis című sci-fi antológia 5. részében. Még ebben az évben nekikezdett Kalyber Joe első „”hivatalos” történetéhez, melyet feltett szándéka volt 2005 végéig szélesebb közönség elé tárni. Közel egy egész éves munka után meg is született a Kalyber Joe: A Kezdet című rész, mely nem mondott ellent az eddig elkészült epizódoknak, de annak előzményéül, alapjául szolgált egy Kalybert még hírből sem ismerő olvasóközönségnek. Ez volt Kalyber első színes kalandja is egyben, mely végül 2005 novemberében debütált, az első Hungarocomix képregény-kiállítás és -vásár rendezvényen.

### A kalandok folytatódnak
Az első rész bemutatkozása után Roland máris kész volt rá, hogy nekiüljön a folytatásnak. Ez a 2006-ban megjelent, Eső címet viselte, és a Kalyber-világ egy szürkébb, komorabb oldalát mutatta be. 2008-ban megjelent az Álmodozók című kötet, majd 2009-ben újabb két füzetben látott napvilágot a negyedik történet, Angyalok a Pokolban címmel. Roland jelenleg is munkálkodik Kalyber Joe kalandjainak folytatásán. 2010 őszén újabb kötet megjelenése várható.
2010-ben Rolandot a Kalyber Joe negyedik és ötödik részéért Alfabéta-díjra jelölték Legjobb kép-regény és legjobb képregény forgatókönyv kategóriákban. A díj átadására a hatodik Magyar Képregény Fesztiválon kerül sor 2010 május 22-én.

## Szereplők
- Kalyber Joe – az örök álmodozó. Kicsit esetlen, olykor szerencsétlen, de szeretetre méltó hőstípus. Nem jó vagy rossz ő, csupán érvényesülni szeretne a világban, mellyel olykor ütköznek az elképzelései. Képregényrajzoló szeretne lenni, de amiket eltervez, nem mindig úgy alakulnak, ahogy szeretné. Néha tudtán kívül is belekeveredik bizonyos balhékba, ami sokszor a barátain csapódik le.
- Yorn Kayrah Xemovrah – a Trenton vállalat mindenese. Vad kalandor, de a vagány külső mögött hatalmas szív lapul. Ezt persze titkolja, de nem mindig sikerül elrejetnie a valóságot. Megismerkedésük után gyorsan felfedezik Kalyberrel hasonló lelküket. Előbb egyfajta kutya-macska barátság kezdődik kettejük közt, mely idővel életre szóló bizalommá válik.
- Palma Joe – Kalyber Joe gyermekkori barátja. Nem annyira álmodozó, mint Kalyber, földhözragadtabb. Alkalmazkodik a társadalmi elvárásokhoz, komolyan veszi az iskolát. Szereti meghúzni magát, ha baj van, de ahogy mondják, "bajban ismerszik meg a barát". Író szeretne lenni és ezért rengeteget dolgozik, és kitűnő tanuló.
- Hugo Lemanch – gyümölcsmániás, hipochonder. A New York-i Természettudományi Múzeumban dolgozik. Hőseinkhez a kezdetben mint vadidegen csapódik, mégis nagy barátság születik a dologból. Később Kalyberrel és Kay-jel Afrikába utazik a legendás Majomkirály kincsének felkutatásához.
- Jamie – Kalyber és Palm gyermekkori jó barátja. Hasonló mentalitással rendelkezik mint Palma; első a tanulás és a kötelesség, minden más csak utána. Azért egy-egy balhéban részt vesz, ha a barátairól van szó. Az egyetlen dolog amiért -bár fogcsikorgatva, de- sutba vágja az elveit.
- Mary Taylor – Elefántfestmény kiállítást hoz a Headstone Főiskolára. Ekkor ismerkedik meg Kalyberrel, akit már az első találkozással levesz a lábáról. Kalyber legnagyobb bánatára csak pár napig tartózkodik az iskolában, de elutazásakor Joe egy ballépéssel óriási veszélybe sodorja őt. Ekkor Kalyber és Palm utánaindulnak, hogy megmentsék a fenyegető veszély elől.
- EAX – titokzatos, álarcos figura.

## Helyszínek
- A Headstone Főiskola – Vagyis Headstone College egy kitalált Észak-amerikai városka kitalált intézménye. Itt játszódik a Kalyber Joe első része. A helyszín tulajdonképpen egy idillikus kiindulópontja a későbbi kalandoknak. Jelképe a nosztalgikus, "szeplőtlen" kalandzások színhelyének.

A történet szerint a Headstone főiskolát Samuel Headstone alapította a sorozatban történtek előtt körülbelül ötven évvel. Itt foglal helyet egy óriási, modern könyvtár, melyet egy korábbi épület helyére építettek. A régi épületnek csupán egy kisebb része maradt meg, melyben a Samuel Headstone által összegyűjtött könyveket őrzik. Ezek között van az a misztikus könyv, melyet Kalyber időleges tanítványai csennek el egy könyvtárlátogatás során.
- New York / Manhattan – A híres "Nagy Alma". A kezdeti otthonos, napfényes hangulatot a második részben felváltja egy Kalyber számára idegen, sötét és esős világ. A történet szerint itt található a Trenton vállalat, a Tucano Comics és később itt alapítják meg az YKX Klubot.

- Trenton vállalat – George Trenton nagyvállalata, mely többek között az általa felhalmozott műtárgyak, ereklyék őrzőhelye. Helyszínéül szolgál ugyanakkor annak a titkos szövetségnek, mely ezek felkutatására és megóvására alakult.

- "Dig-corp" – Vagyis Digewald Ross nevével fémjelzett vállalat. Digewald a Trenton vállalat alelnökeként dolgozott éveken keresztül. Mikor Trenton váratlanul kómába esik, haladéktalanul eltávolíttatja a vállalat alelnöknőjét, és átveszi az irányítást. Az első nap saját nevére kereszteli a vállalatot. A dolgozókat, köztük Dannyt, Mavert, Bobot, Fredet és Carlot elbocsátják. Nem sokkal később ők csatlakoznak Kay-hez és az YKX Klub alapító tagjai lesznek.

- YKX Klub – Kalyber és Kay által alapított kricsmi Manhattan szívében. Neve Yorn Kayrah Xemovrah, vagyis Kay monogramjából ered. A Trenton vállalat megszűnésével, és erőszakos átalakításával szembeni ellenállás fellegvára.

- Tucano Comics -

## A Kalyber Joe-kötetek
- Pilcz Roland. Kalyber Joe 1. - A kezdet. Szeged: Factory Creative Studio (2005). ISBN 963-219-729-1 (58 oldal)
- Pilcz Roland. Kalyber Joe 2. - Eső. Szeged: Factory Creative Studio (2006). ISBN 963-06-1487-1 (54 oldal)
- Pilcz Roland. Kalyber Joe 3. - Álmodozók. Szeged: Factory Creative Studio (2008). ISBN 978-963-06-4476-1 (66 oldal)
- Pilcz Roland. Kalyber Joe 4. - Angyalok a pokolban - 1. rész. Szeged: Factory Creative Studio (2009). ISBN 963-88-3420-1 (32 oldal)
- Pilcz Roland. Kalyber Joe 5. - Angyalok a pokolban - 2. rész. Szeged: Factory Creative Studio (2009). ISBN 978-963-88342-1-8 (37 oldal)
- Pilcz Roland. Kalyber Joe 6. - Árnyak. Szeged: Kingpin kiadó (2009). ISBN 978-615-5090-00-4 (34 oldal)
- Pilcz Roland. Kalyber Joe 5. könyv - Árnyak és Fények. Szeged: Kingpin kiadó (2012). ISBN 978-615-5090-08-0 (75 oldal)
- Pilcz Roland. Kalyber Joe 2. könyv - Eső (újrakiadás). Szeged: Kingpin kiadó (2012). ISBN 978-615-5090-06-6 (59 oldal)
- Pilcz Roland. Kalyber Joe 1. könyv - A kezdet (újrakiadás). Szeged: Kingpin kiadó (2013). ISBN 978-615-5090-12-7 (63 oldal)

## Comic stripek
Kalyber Joe-képcsíkok az alábbi helyeken jelentek meg nyomtatásban:
- Fekete-Fehér Képregényantológia 4, 2006.
- Eduárd fapados képregényújság 0-2, 2006.
- Szte-Reo, szegedi egyetemi lap, 2006-2009.